# Amarantheae
Amarantheae je tribus štirovki, dio potporodice Amaranthoideae

## Podtribusi i rodovi
1. Subtribus Amaranthinae Fenzl
  1. Bosea L. (3 spp.)
  2. Chamissoa Kunth (3 spp.)
  3. Herbstia Sohmer (1 sp.)
  4. Siamosia K. Larsen & Pedersen (1 sp.)
  5. Allmania R. Br. ex Wight (3 spp.)
  6. Charpentiera Gaudich. (6 spp.)
  7. Indobanalia A. N. Henry & B. Roy (1 sp.)
  8. Lagrezia Moq. (13 spp.)
  9. Amaranthus L. (91 spp.)
  10. Digera Forssk. (1 sp.)
  11. Neocentema Schinz (2 spp.)
  12. Pleuropterantha Franch. (3 spp.)
2. Subtribus Aervinae Fenzl
  1. Arthraerva (Kuntze) Schinz (1 sp.)
  2. Wadithamnus T. Hammer & R. W. Davis (2 spp.)
  3. Paraerva T. Hammer (2 spp.)
  4. Ouret Adans. (10 spp.)
  5. Aerva Forssk. (2 spp.)
  6. Polyrhabda C. C. Towns. (1 sp.)
  7. Trichuriella Bennet (1 sp.)
  8. Nothosaerva Wight (1 sp.)
  9. Calicorema Hook.f. (2 spp.)
  10. Chionothrix Hook.f. (2 spp.)
  11. Stilbanthus Hook.f. (1 sp.)
  12. Mechowia Schinz (2 spp.)
  13. Nyssanthes R. Br. (4 spp.)
  14. Ptilotus R. Br. (127 spp.)
  15. Omegandra G. J. Leach & C. C. Towns. (1 sp.)
  16. Psilotrichopsis C. C. Towns. (1 sp.)
  17. Volkensinia Schinz (1 sp.)
  18. Rosifax C. C. Towns. (1 sp.)
  19. Leucosphaera Gilg (1 sp.)
  20. Allmaniopsis Suess. (1 sp.)
  21. Pupalia Juss. (4 spp.)
  22. Psilotrichum Blume (25 spp.)
  23. Saltia R. Br. ex Moq. (1 sp.)
  24. Lopriorea Schinz (1 sp.)
  25. Sericocoma Fenzl (3 spp.)
  26. Sericorema (Hook.f.) Lopr. (2 spp.)
  27. Kyphocarpa (Fenzl) Lopr. (4 spp.)
  28. Centemopsis Schinz (12 spp.)
  29. Centema Hook.f. (2 spp.)
  30. Eriostylos C. C. Towns. (1 sp.)
  31. Marcelliopsis Schinz (3 spp.)
  32. Dasysphaera Volkens ex Gilg (4 spp.)
  33. Sebsebea Di Vincenzo, Berends., Wondafr. & Borsch (1 sp.)
  34. Achyranthes L. (34 spp.)
  35. Sericostachys Gilg & Lopr. (2 spp.)
  36. Evelynastra Di Vincenzo, Berends., Wondafr. & Borsch (1 sp.)
  37. Cyathula Blume (41 spp.)